# Operazione ladro
Operazione ladro (It Takes a Thief) è una serie televisiva statunitense in 66 episodi trasmessi per la prima volta nel corso di 3 stagioni dal 1968 al 1970.

## Trama
Il sofisticato ladro Alexander Mundy lavora per il governo degli Stati Uniti in cambio del suo rilascio dal carcere. Per conto del governo dovrà compiere numerosi furti. Noè Bain è il suo capo e contatto con la SIA (Secret Intelligence Agency) (nella terza stagione il contatto è Wallie Powers). Fred Astaire interpreta Alistair Mundy, padre di Alexander, anche lui ex ladro che gli fornisce preziosi consigli in alcune operazioni legate alla sua nuova attività per conto del governo

## Personaggi
- Alexander Mundy (66 episodi, 1968-1970), interpretato da	Robert Wagner.
- Noah Bain (42 episodi, 1968-1969), interpretato da	Malachi Throne.
- Wally Powers (10 episodi, 1969-1970), interpretato da	Edward Binns.
È il contatto tra Alexander Mundy e la SIA.
- Man Outside Casino (6 episodi, 1968), interpretato da	Paul Bradley.
- Mr. Jack (5 episodi, 1968-1970), interpretato da	Joseph Cotten.
- Charlene 'Charlie' Brown (5 episodi, 1968-1970), interpretato da	Susan Saint James.
- William Dover (5 episodi, 1969), interpretato da	John Russell.
- Fred Devon (5 episodi, 1969-1970), interpretato da	George Murdock.
- Alistair Mundy (5 episodi, 1969-1970), interpretato da	Fred Astaire.
È il padre di Alexander.
- Hans Schiller (4 episodi, 1968), interpretato da	Than Wyenn.
- Earl Danton (4 episodi, 1968-1970), interpretato da	James McEachin.

## Produzione

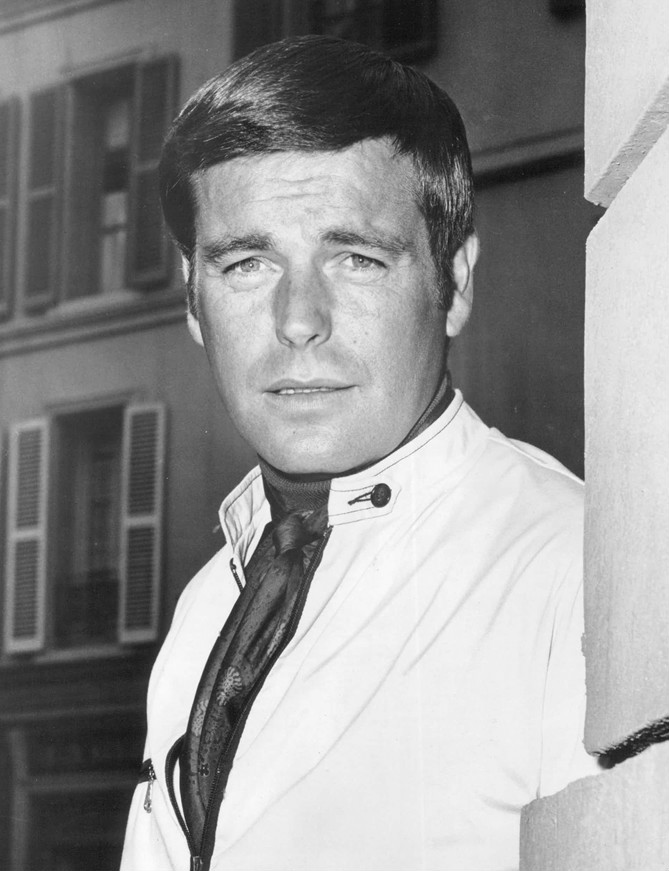
Robert Wagner (Alexander Mundy) in una foto pubblicitaria della serie.

La serie, ideata da Roland Kibbee, fu prodotta da Universal TV e girata negli studios della Universal a Universal City in California. Tra le guest star di primo piano figurano anche star del cinema di Hollywood come Bette Davis, Joseph Cotten, Paul Henreid, Fernando Lamas e Ida Lupino.

### Registi
Tra i registi della serie sono accreditati:
- Don Weis (13 episodi, 1968-1969)
- Jack Arnold (8 episodi, 1968-1970)
- Michael Caffey (5 episodi, 1968)
- Barry Shear (5 episodi, 1969-1970)
- Bruce Kessler (5 episodi, 1969)
- Leonard Horn (4 episodi, 1968)
- Gerd Oswald (4 episodi, 1969-1970)
- Jeannot Szwarc (3 episodi, 1969)
- George Tyne (2 episodi, 1968-1969)
- Leslie Stevens (2 episodi, 1968)
- Joseph Sargent (2 episodi, 1969-1970)

## Distribuzione
La serie fu trasmessa negli Stati Uniti dal 1968 al 1970 sulla rete televisiva ABC. In Italia è stata trasmessa su RaiUno con il titolo Operazione ladro.
Alcune delle uscite internazionali sono state:
- negli Stati Uniti il 9 gennaio 1968 (It Takes a Thief)
- nei Paesi Bassi il 28 settembre 1968
- in Germania Ovest il 18 novembre 1969 (Ihr Auftritt, Al Mundy)
- in Francia il 11 luglio 1970 (Opération vol)
- in Italia (Operazione ladro)
- in Spagna e Venezuela (Ladrón sin destino)
- in Finlandia (Itse teossa)
- in Brasile (O Rei dos Ladrões)

## Episodi
| Stagione         | Episodi | Prima TV USA |
| ---------------- | ------- | ------------ |
| Prima stagione   | 16      | 1968         |
| Seconda stagione | 26      | 1968-1969    |
| Terza stagione   | 24      | 1969-1970    |